# Hubertus-Schlössl

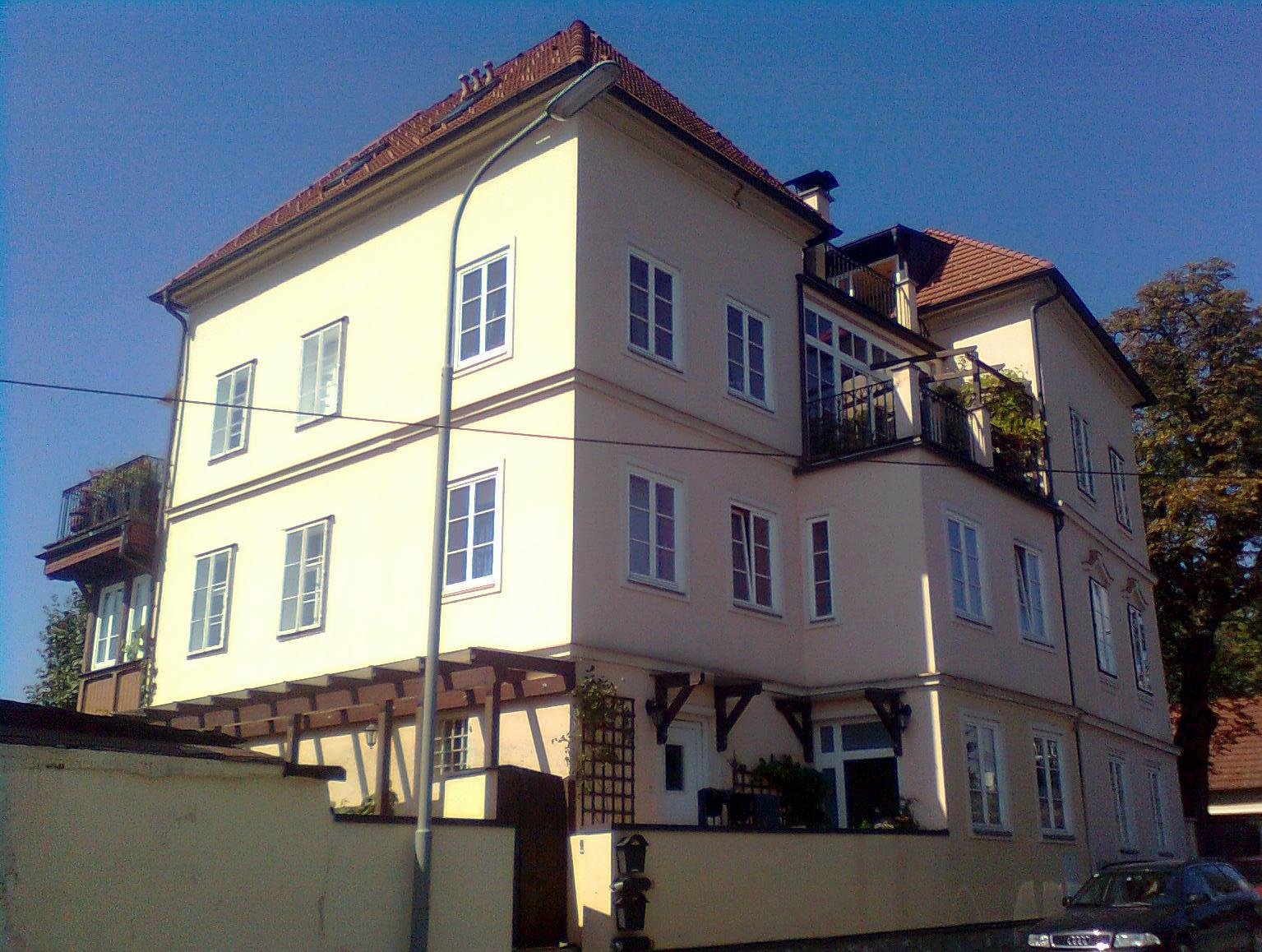
Hubertus-Schlössl

Das Hubertus-Schlössl ist ein Ansitz auf dem Rosenberg im dritten Grazer Stadtbezirk Geidorf.

## Geschichte und Gestaltung
Ein erster repräsentativer Bau entstand um das Jahr 1590 durch den Advokaten Sebald Stäntzing oder durch den nachfolgenden Besitzer, den Grazer Ratsbürger Daniel Höfner. Ungefähr um 1800 kam der Bau in Besitz von Franz Klingenstein, der jedoch hoch verschuldet war, sodass der Besitz bei einer Zwangsexekution 1806 von Josef Piller erstanden wurde. Seit ungefähr 1828 besaß der Arzt Johann Evangelist Stiger das Anwesen, dann dessen Enkelin Anna Wunder und deren Nachkommen, welche es 1906 an Eduard Hübl von Stollenbach († 1923) verkauften. Erst dieser Besitzer gab dem Anwesen den Namen Hubertus-Schlössl.
Aus den Jahren 1745/50 stammen die beiden Stuckplafonds mit Rocailleformen im zweiten Stockwerk. Auf ihnen ist unter anderem das Auge Gottes dargestellt.
Die schmiedeeisernen Torgitterflügel des Ansitzes sind mit „1778“ datiert. Der ebenfalls aus Schmiedeeisen gefertigte Gitterflügel im Stiegenaufgang stammt aus dem dritten Viertel des 18. Jahrhunderts. Im ersten Obergeschoß des Hubertus-Schlössls finden sich profilierte Holzbalkendecken aus der Bauzeit. 
Im vierten Viertel des 19. Jahrhunderts und 1904 erfolgten zwei Anbauten an die damals bestehende Bausubstanz. 
Das straßenseitige Nebengebäude des Hubertus-Schlössels wurde 2011 abgebrochen und durch einen schmucklosen modernen Neubau ersetzt. 